# Airopsis
Airopsis is een geslacht uit de grassenfamilie (Poaceae). De soorten van dit geslacht komen voor in Noord-Afrika en Zuid-Europa.

## Synoniemen
- Aeropsis Asch. & Graebn.
- Sphaerella Bubani